# Zaleszczotki Francji
Zaleszczotki Francji – ogół taksonów pajęczaków z rzędu zaleszczotków (Pseudoscorpiones), których występowanie stwierdzono na terytorium europejskiej części Francji.
Do 2021 roku z terenu Francji wykazano 125 gatunków zaleszczotków należących do 12 rodzin.

## Podrząd:Epiocheirata

### Nadrodzina:Chthonioidea

#### Rodzina:Chthoniidae
Z Francji podano następujące gatunki:

- Chthonius balazuci
- Chthonius cebenicus
- Chthonius cephalotes
- Chthonius cephalotes
- Chthonius chamberlini
- Chthonius corsicus
- Chthonius doderoi
- Chthonius elbanus
- Chthonius gibbus
- Chthonius giustii
- Chthonius globifer
- Chthonius halberti
- Chthonius heurtaultae
- Chthonius ischnocheles
- Chthonius lucifugus
- Chthonius mayi
- Chthonius mazaurici
- Chthonius microphthalmus
- Chthonius orthodactylus
- Chthonius pyrenaicus
- Chthonius remyi
- Chthonius ressli
- Chthonius rhodochelatus
- Chthonius siscoensis
- Chthonius tenuis
- Chthonius tetrachelatus
- Chthonius vachoni
- Paraliochthonius singularis
- Spelyngochthonius provincialis

## Podrząd:Iocheirata

### Nadrodzina:Cheiridioidea

#### Rodzina:Cheiridiidae
Z Francji podano następujące gatunki:
- Apocheiridium ferum
- Cheiridium museorum

### Nadrodzina:Cheliferoidea

#### Rodzina:Atemnidae
Z Francji wykazano tylko:
- Atemnus politus

#### Rodzina:Cheliferidae
Z Francji podano następujące gatunki:
- Beierochelifer geoffroyi
- Cheirochelifer bigoti
- Cheirochelifer heterometrus
- Chelifer bicolor
- Chelifer cancroides
- Chelifer saltator
- Dactylochelifer latreillii
- Hysterochelifer meridianus
- Hysterochelifer tuberculatus
- Rhacochelifer disjunctus
- Rhacochelifer maculatus
- Rhacochelifer peculiaris

#### Rodzina:Chernetidae
Z Francji podano następujące gatunki:
- Allochernes powelli
- Allochernes wideri
- Chernes cimicoides
- Chernes hahnii
- Chernes montigenus
- Dendrochernes cyrneus
- Dinocheirus panzeri
- Lamprochernes nodosus
- Lasiochernes pilosus
- Pselaphochernes anachoreta
- Pselaphochernes dubius
- Pselaphochernes lacertosus
- Pselaphochernes litoralis
- Pselaphochernes scorpioides

#### Rodzina:Withiidae
Z Francji podano następujące gatunki:
- Withius despaxi
- Withius faunus
- Withius hispanus
- Withius piger

### Nadrodzina:Garypoidea

#### Rodzina:Garypidae
Z Francji podano tylko:
- Garypus beauvoisii

#### Rodzina:Garypinidae
Z Francji podano tylko:
- Amblyolpium dollfusi

#### Rodzina:Geogarypidae
Z Francji podano dwa gatunki:
- Geogarypus minor
- Geogarypus nigrimanus

#### Rodzina:Olpiidae
Z Francji podano dwa gatunki:
- Calocheiridius olivieri
- Olpium pallipes

### Nadrodzina:Neobisioidea

#### Rodzina:Neobisiidae
Z Francji podano następujące gatunki:

- Acanthocreagris aelleni
- Acanthocreagris corsa
- Acanthocreagris gallica
- Acanthocreagris lucifuga
- Acanthocreagris myops
- Acanthocreagris pyrenaica
- Microbisium manicatum
- Neobisium abeillei
- Neobisium auberti
- Neobisium balazuci
- Neobisium bernardi
- Neobisium bessoni
- Neobisium boui
- Neobisium carcinoides
- Neobisium carpenteri
- Neobisium cavernarum
- Neobisium coiffaiti
- Neobisium delphinaticum
- Neobisium doderoi
- Neobisium geronense
- Neobisium gineti
- Neobisium gomezi
- Neobisium gracile
- Neobisium juberthiei
- Neobisium jugorum
- Neobisium longidigitatum
- Neobisium mahnerti
- Neobisium maritimum
- Neobisium maxvachoni
- Neobisium minimum
- Neobisium montisageli
- Neobisium parasimile
- Neobisium praecipuum
- Neobisium pyrenaicum
- Neobisium schenkeli
- Neobisium settei
- Neobisium simile
- Neobisium simoni
- Neobisium strausaki
- Neobisium sublaeve
- Neobisium sylvaticum
- Neobisium theisianum
- Neobisium tuzetae
- Occitanobisium coiffaiti
- Roncobisium allodentatum
- Roncobisium leclerci
- Roncocreagris cambridgei
- Roncus abditus
- Roncus alpinus
- Roncus barbei
- Roncus cerberus
- Roncus duboscqi
- Roncus euchirus
- Roncus lubricus
- Roncus peissensis
- Roncus pugnax
- Roncus remyi

#### Rodzina:Syarinidae
Z Francji podano tylko:
- Pseudoblothrus peyerimhoffi